# A. Le Coq Arena
A. Le Coq Arena (Lilleküla Stadium) este un stadion de fotbal în Tallinn, Estonia. De asemenea, gazduiește diferite concerte și alte evenimente.
Este stadionul gazdă al naționalei de fotbal a Estoniei și a echipei Flora Tallinn.Stadionul are capacitatea de 9,300 de locuri , dar poate fi mărit la capacitatea de 10,300 de locuri.
A fost denumit după berea estoniana A. Le Coq. Adresa stadionului este Asula 4c, 11312 Tallinn.

## Galerie

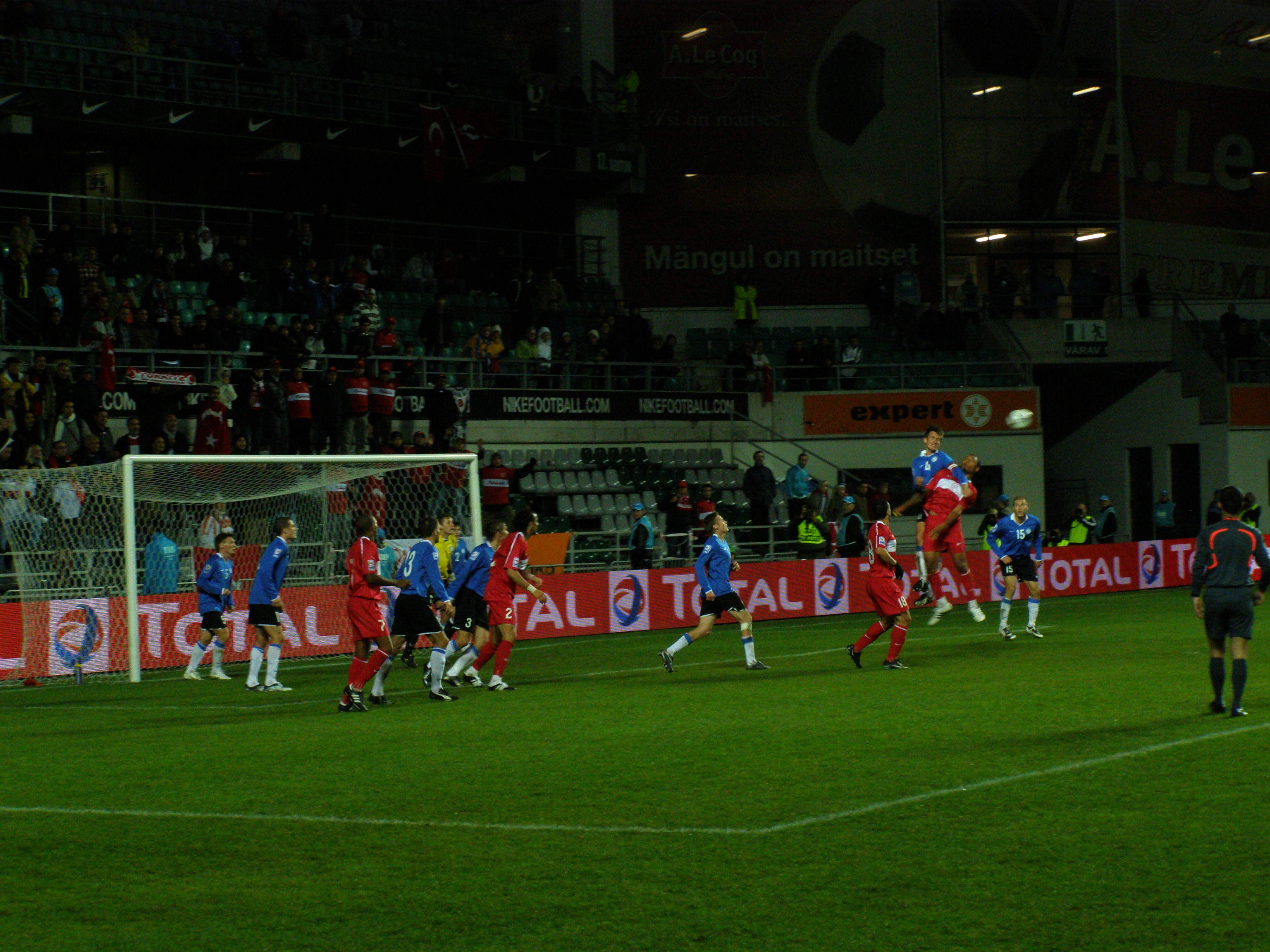
Estonia – Turkey on October, 15 2008
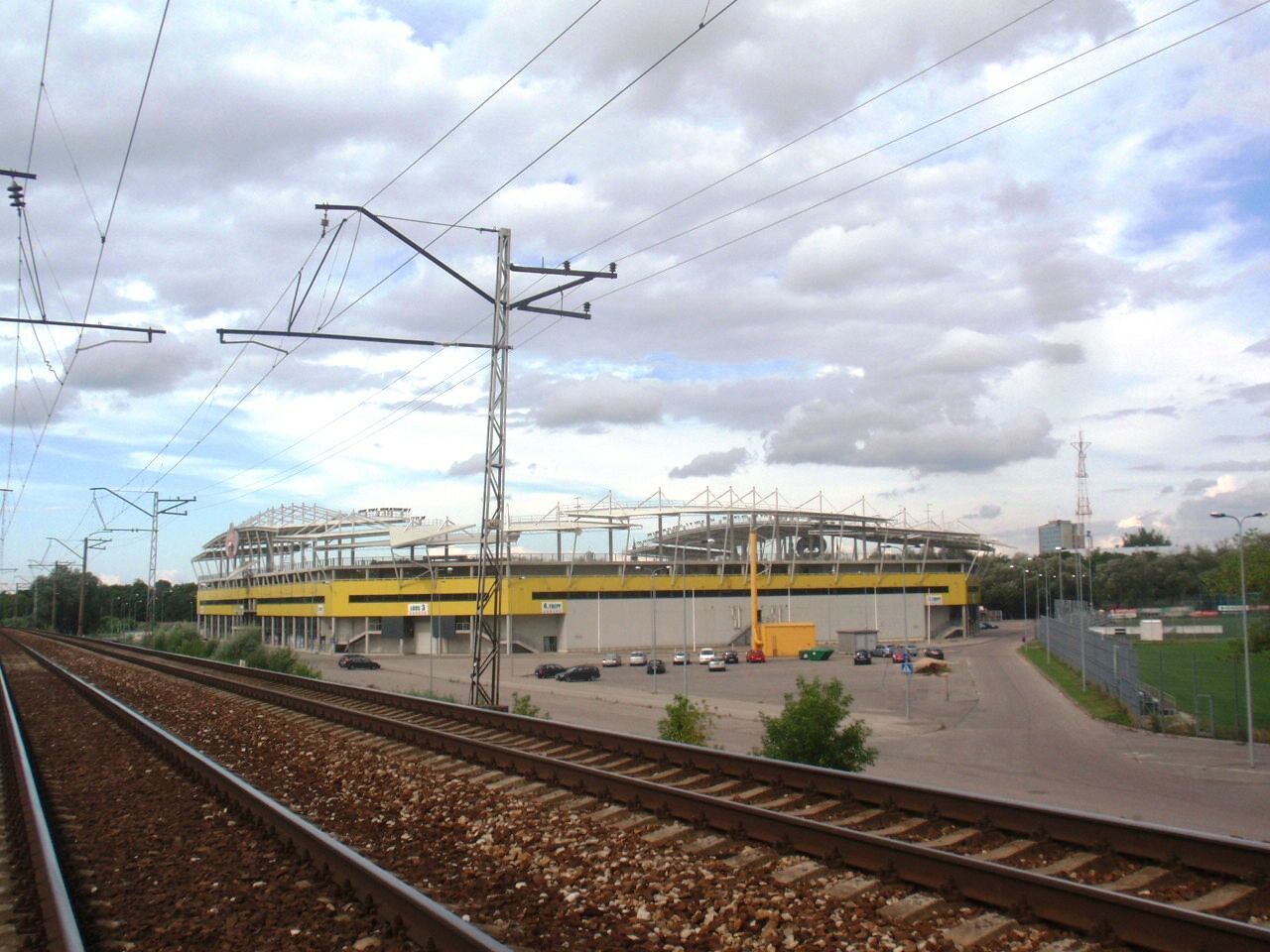
A. Le Coq Arena on 9 august 2010
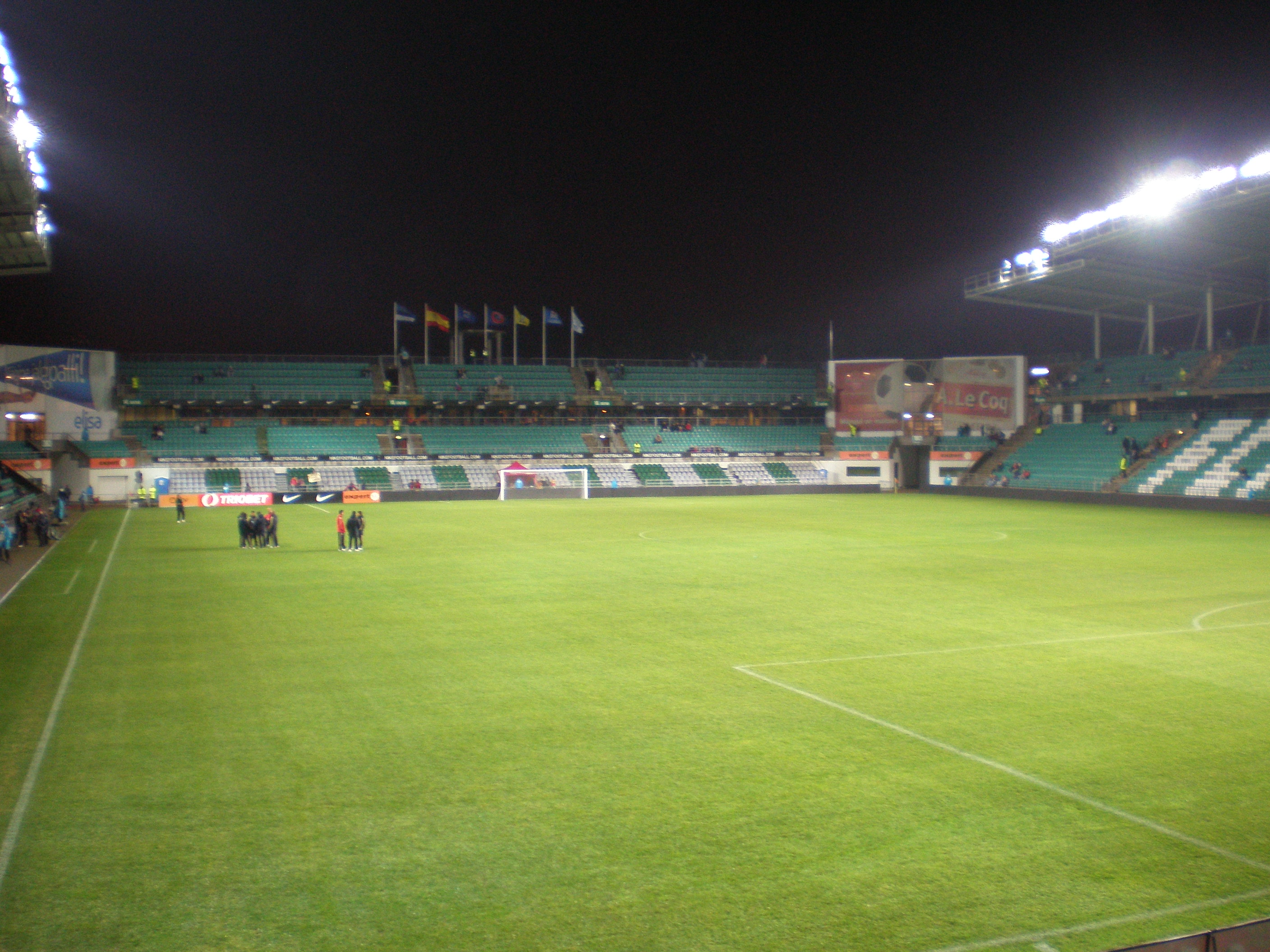